# Хрусцина (Опольський повіт)
Хрусцина (пол. Chróścina, нім. Reisern) — село в Польщі, у гміні Домброва Опольського повіту Опольського воєводства.
Населення — 1567 осіб (2011).

## Демографія
Демографічна структура станом на 31 березня 2011 року:
|          | Загалом | Допрацездатний вік | Працездатний вік | Постпрацездатний вік |
| -------- | ------- | ------------------ | ---------------- | -------------------- |
| Чоловіки | 761     | 132                | 539              | 90                   |
| Жінки    | 806     | 115                | 508              | 183                  |
| Разом    | 1567    | 247                | 1047             | 273                  |